# Châteney
Châteney é uma comuna francesa na região administrativa de Borgonha-Franco-Condado, no departamento de Alto Sona. Estende-se por uma área de 2,6 km². Em 2010 a comuna tinha 67 habitantes (densidade: 25,8 hab./km²).